# Li Zheng (halterófilo)
Li Zheng (en chino: 李争; 18 de enero de 1986) es un deportista chino que compitió en halterofilia. Ganó dos medallas en el Campeonato Mundial de Halterofilia, oro en 2006 y plata en 2007.

## Palmarés internacional
| Campeonato Mundial | Campeonato Mundial              | Campeonato Mundial | Campeonato Mundial |
| Año                | Lugar                           | Medalla            | Categoría          |
| ------------------ | ------------------------------- | ------------------ | ------------------ |
| 2006               | Santo Domingo (Rep. Dominicana) | Medalla de oro     | 56 kg              |
| 2007               | Chiang Mai (Tailandia)          | Medalla de plata   | 56 kg              |